# Garance Dor
Garance Dor est une artiste, chercheuse, autrice, comédienne, éditrice et performeuse française née en 1979 à Paris. Elle est directrice éditoriale de Véhicule et des éditions Vroum depuis 2010 aux côtés de Vincent Menu.

## Biographie
Garance Dor est la fille de Jacques Dor et de Véronique Nordey. Elle est agrégée d'arts plastiques. En 2007, elle est lauréate de l'Aide Nationale à la Création catégorie dramaturgies plurielles du Centre national du théâtre (aujourd'hui ARTCENA) pour le projet Nouvelle Vague et Rivage.
En 2009, Garance Dor assiste Stanislas Nordey sur le spectacle 399 secondes de Fabrice Melquiot, mis en scène au Théâtre national de Bretagne. 
Depuis 2010, Garance Dor diffuse le travail des autres artistes. Véhicule se déploie après publication sous la forme d'activations ou d'expositions, comme à la galerie Michel Journiac dans le cadre de Œuvre Mode d'emploi, au GMEA lors de Riverrun en octobre 2020 ou à l'Enseigne des Oudin.
Véhicule est l'un des déploiements du travail artistique de Garance Dor, concrétisé par un espace éditorial qui accueille des partitions d'artistes contemporains de différentes disciplines. La partition est considérée dans son extension, au-delà de la simple acception musicale. Elle est à la fois l’œuvre en soi et l'outil qui permet de transmettre des pratiques plastiques ou scéniques à un lecteur-interprète.
En 2020 elle organise le colloque international et interdisciplinaire Partitions Scripts, avec les universités Rennes-II et Paris 1 Panthéon-Sorbonne en partenariat avec le FRAC Bretagne, l'INHA, et l'Enseigne des Oudin, fonds de dotation.
En 2022, Garance Dor soutient une thèse universitaire intitulée Partitions plastiques et scéniques ; d'un langage visuel à une iconographie performative qui porte sur les formes et les enjeux des partitions ou des documents-performatifs : des formes écrites ou des images destinées à être activées par un tiers.

## Projets scéniques
- Le Projet, théâtre Gérard-Philipe de Saint-Denis, 1999
- Esthétique de la résistance, Théâtre du Rond Point, Académie Expérimentale des Théâtres, 2000
- Zoorama, Ménagerie de Verre, 2001
- Nouvelle Vague et Rivage, Ménagerie de Verre, 2008
- Contenant pour Contenu aléatoire, Vanves, festival Ardanthé, à l'invitation de Youness Anzane/ Avalanches sur Pompéi, 2010
- Reconstitution, dans le cadre du SKITE à l'invitation de Jean-Marc Adolphe - CCN Caen, 2011
- M.A.T.E.R., commande pour le Colloque International sur le Maternel, Rome-Ripetta, Soirée Verveine au Théâtre du Cercle à Rennes, à l'invitation de Lumière d'août - et Festival ZOA - Paris, 2011. En co-écriture avec Valentina Fago.
- L’Homme de Vitruve, SACD Paris, 2015
- Dictée, Journées d'hommage à Didier-Georges Gabily, théâtre Montfort, 2016. En co-écriture avec Valentina Fago.
- Pamplemousse/Yoko Ono, CEA, association française des commissaires d'exposition, Public pool #4, Cité internationale des Arts de Paris[11], 2017
- Anti-théâtre Farouche (création en collaboration avec Pierre di Sciullo), SACD Paris puis Théâtre de Poche de Hédé Bazouges[12], janvier 2022
- Condenser pour augmenter suivi de Yoko et Marcel, avec Gerard Vidal et Valentina Fago (en alternance), CCNRB de Rennes collectif FAIR-E (juin 2022), CNEAI, Centre national de l'Edition et de l'Art Imprimé, durant les "Fol Conférence[13]" en partenariat avec Le Générateur, Cité internationale, Paris, octobre 2022